# Megalománie

Karikatura ilustrující fenomén paranoie

Megalománie, též megalomanství či velikášství, je chorobné přesvědčení spočívající ve vlastním sebepřeceňování, přidávání své osobě, ale též názorům nebo činům, větší význam než je ve skutečnosti, s čímž je spjatá neukojitelná touha po vyniknutí v určitých společenských skupinách. V některých případech je tento stav klasifikován jako duševní porucha, ale zároveň se mnohem častěji označuje jako jeden z příznaků jiných závažných duševních poruch, nejčastěji psychotického rázu. Pokud se postižená osoba s poruchou neléčí, tak ji mohou časem doprovázet i paranoidní bludy a své přátele i další blízké může začít vnímat jako překážky stojící v cestě. Název má původ ve starořeckých slovech megalo (μεγαλο), což lze přeložit jako veliký a mania (μανία) označuje vášeň nebo posedlost.

## Příznaky
Hlavním příznakem megalomanství bývají přílišná zaměření na vlastní názory a postižená osoba si mnohdy nedokáže připustit, že by se mohla mýlit. Lidé s touto duševní poruchou se považují např. za nejkrásnější, nejinteligentnější, nejdůležitější, nenahraditelné a podobně. Vyžadují, aby je ostatní obdivovali a projevovali jim úctu, dokonce až do té míry, že jsou určeni pro to, aby i sloužili. Pokud se jim nedostává pozornosti, kterou si, podle sebe, zaslouží, mohou vyvinout agresi namířenou proti ostatním, která často vede k fyzickému násilí. Když porucha přetrvává bez léčby po dlouhou dobu, objeví se deprese a vyčerpání. Pacienti v tomto stavu mohou být sebevražední. Existují určité příznaky megalomanství, které jsou společné všem lidem trpícím touto poruchou. Mezi tyto příznaky patří:
- neschopnost přijmout kritiku
- popírání názorů druhých
- zvýšená aktivita a s tím spojená nespavost
- tok myšlenek
- deprese

Mezi další příznaky megalomanství často patří:
- touha po bohatství, moci nebo slávě
- přesvědčení o vznešeném původu
- zvýšené sebevědomí
- narcismus
- paranoia
- agrese
- verbální útoky, vulgarismus

## Příčiny
Lékaři doposud nedokázali prokázat přesnou příčinu megalomanství, nicméně předpokládají, že se vyvíjí v důsledku jiné duševní poruchy. Městská dětská poliklinika v Minsku uvádí, že jedinci, kteří utrpěli poranění hlavy nebo trauma v dětství, mohou být k této poruše náchylnější. Taktéž uvádí, že predispozici mají i děti, které bývaly až patologicky vychvalovány svými rodiči, což u dítěte vede k mylnému dojmu o své „bezchybnosti“.

### Duševní poruchy související s megalomanstvím
- grafomanie[5]
- schizofrenie[3]
- spasitelský syndrom[5]
- syndrom chodící mrtvoly[5]

## Léčba
Samotné megalomanství se neléčí z toho důvodu, jak již bylo výše zmíněno, že není vždy klasifikována jako duševní porucha, nýbrž jako příznak poruchy jiné. Léčba by proto měla spočívat v léčení diagnostikované základní duševní poruchy a v odstranění jejích příznaků, kterým může být právě megalomanství. Na zvýšenou agresivitu se pacientům předepisují sedativa (trankvilizéry), v období deprese se naopak předepisují antipsychotika. Vhodná je také psychoterapie, která umožňuje snížit závažnost projevů. Pokud je stav závažný, může vyžadovat hospitalizaci.